# Peter Åslin
Peter Åslin (21. září 1962, Norrtälje, Švédsko – 19. ledna 2012, Leksand, Švédsko) byl švédský hokejový brankář, člen bronzového týmu ze ZOH 1988 v Calgary. Hrál s dresem číslo 30. Svou hokejovou kariéru ukončil v roce 1999.